# Flashback (computerspel uit 1992)
Flashback, ook bekend als Flashback: The Quest for Identity in de Verenigde Staten, is een computerspel uit 1992 dat is ontwikkeld door Delphine Software en uitgegeven door U.S. Gold.

## Verhaal
Flashback speelt zich af in het jaar 2140, waar rechercheur Conrad B. Hart wordt achtervolgd door mutanten. Zijn ontsnappingspoging eindigt in de jungle waar het spel begint. Als gevolg van geheugenverlies weet Conrad zich niets meer te herinneren. Hij vindt een holokubus met een vooraf opgenomen bericht, dat hem vertelt om zijn vriend Ian te ontmoeten in New Washington.
Aangekomen bij Ian wordt Conrads geheugen hersteld. Hij wil zo snel mogelijk terug naar aarde, maar de enige manier om een ticket hiervoor te bemachtigen is er een te winnen in Death Tower, een spelshow waarin deelnemers vechten tot de dood. Conrad wint het spel en reist naar de aarde.
Hier wordt hij achtervolgd door de Morphs. Hij weet te ontsnappen naar hun schuilplaats waar hij een gesprek afluistert waarin plannen voor het overnemen van de aarde worden besproken. Tijdens een ontsnappingspoging weet Conrad zich met een teleporter naar de thuisplaneet van de Morphs te verplaatsen. Hij heeft opdracht gekregen het meesterbrein uit te schakelen dat alle Morphs bestuurt. Dit lukt en Conrad weet te ontsnappen met een ruimteschip.

## Spel
Flashback is ontworpen en deels geprogrammeerd door Paul Cuisset, die eerder had gewerkt aan het avonturenspel Future Wars. Het spel kwam initieel uit voor de Amiga en Sega Mega Drive in 1992. Een jaar later werd het geporteerd naar andere systemen zoals MS-DOS, Acorn Archimedes en SNES. In 1994 en 1995 werden er cd-rom-versies uitgebracht voor de Sega Mega-CD, 3DO, Cd-i, Apple Macintosh en FM Towns. In 1995 kwam er ook een versie uit voor de Atari Jaguar. Ten slotte kwamen er versies voor NEC PC-98, Symbian en Maemo.
Het spel bevat handgetekende achtergronden en de animaties zijn ontwikkeld met een rotoscoop, zodat er vloeiende beelden ontstaan vergelijkbaar met Another World en de Prince of Persia-serie.
Flashback werd in 1995 opgevolgd door het spel Fade to Black.
In 2013 kwam er een remake uit van Flashback voor de pc, Xbox 360 en PlayStation 3.

## Ontvangst en succes
Het spel werd alom geprezen om de vloeiende animaties en de uitdagende puzzels. Als kritiek werd de onhandige interface en traagheid genoemd.
Flashback werd een commercieel succes en werd vermeld in het Guinness Book of Records als het bestverkochte Franse spel ooit.
| Beoordeeld door      | Platform        | Datum            | Score |
| -------------------- | --------------- | ---------------- | ----- |
| Defunct Games        | 3DO             | 25 februari 2006 | 95%   |
| Game Zero            | Sega Mega Drive | april 1993       | 92%   |
| Sega-16.com          | Sega Mega Drive | 27 maart 2006    | 90%   |
| PC Games (Duitsland) | DOS             | september 1988   | 88%   |
| CU Amiga             | Amiga           | mei 1993         | 87%   |
| Jeuxvideo.com        | 3DO             | 4 mei 2009       | 80%   |
| App Spy              | iPhone          | 7 mei 2009       | 80%   |
| GamePro (USA)        | Jaguar          | april 1995       | 80%   |
| Jeuxvideo.com        | SEGA CD         | 4 mei 2009       | 80%   |
| Jeuxvideo.com        | Sega Mega Drive | 4 juni 2009      | 80%   |

## Trivia
- Het spel is opgenomen in het boek 1001 Video Games You Must Play Before You Die van Tony Mott.